# Kabinett Montenegro II
Das Kabinett Montenegro II bildet seit dem 5. Juni 2025 die Regierung von Portugal. Es löste das Kabinett Montenegro I ab und wurde nach der Parlamentswahl 2025 gebildet. Bei dem Kabinett handelt es sich um eine Minderheitsregierung.

## Kabinettsmitglieder
| Amt                                                       | Bild | Name                           | Partei    |
| --------------------------------------------------------- | ---- | ------------------------------ | --------- |
| Premierminister                                           |      | Luís Montenegro                | PSD       |
| Staatsminister Außenminister                              |      | Paulo Rangel                   | PSD       |
| Staatsminister Finanzminister                             |      | Joaquim Miranda Sarmento       | PSD       |
| Minister des Präsidialamtes                               |      | António Leitão Amaro           | PSD       |
| Minister für Wirtschaft und territorialen Zusammenhalt    |      | Manuel Castro Almeida          | PSD       |
| Minister für Staatsreform                                 |      | Gonçalo Saraiva Matias         | Parteilos |
| Minister für Parlamentsangelegenheiten                    |      | Carlos Abreu Amorim            | PSD       |
| Minister für Nationale Verteidigung                       |      | Nuno Melo                      | CDS-PP    |
| Minister für Infrastruktur und Wohnungswesen              |      | Miguel Pinto Luz               | PSD       |
| Justizministerin                                          |      | Rita Júdice                    | Parteilos |
| Ministerin für innere Verwaltung                          |      | Maria Lúcia Amaral             | Parteilos |
| Minister für Bildung, Wissenschaft und Innovation         |      | Fernando Alexandre             | Parteilos |
| Gesundheitsministerin                                     |      | Ana Paula Martins              | PSD       |
| Ministerin für Arbeit, Solidarität und soziale Sicherheit |      | Maria do Rosário Palma Ramalho | Parteilos |
| Ministerin für Umwelt und Energie                         |      | Maria da Graça Carvalho        | PSD       |
| Ministerin für Kultur, Jugend und Sport                   |      | Margarida Balseiro Lopes       | PSD       |
| Minister für Landwirtschaft und Meer                      |      | José Manuel Fernandes          | PSD       |